# Patriarchat zen
Patriarchat zen – szczególna linia sukcesji patriarchów zen biegnąca od siedmiu buddów przeszłości, poprzez historycznego Buddę Siakjamuniego, patriarchów (chiń. zu (祖); kor. cho; jap. so; wiet. tổ) linii medytacyjnej Indii (dhyana), Chin (chan), Korei (sŏn) i Japonii (zen). Uważa się, że oficjalna linia przekazu kończy się na Huinengu – szóstym patriarsze chanu – gdyż nie dokonał on przekazu misek i szaty jednemu z wybranych uczniów, co było tradycyjnym symbolem. Od tej pory przekaz stał się „demokratyczny”. Każdy oświecony uczeń otrzymywał potwierdzenie oświecenia i najczęściej stawał się kolejnym „patriarchą” w swojej linii przekazu Dharmy.

## Powstanie diagramu i implikacje
Zen nie utożsamiał siebie z innymi tradycjami buddyjskimi, które związane są z jakimś szczególnym tekstem; np. szkoła huayan oparta była na Sutrze Awatamsace. Wiązało to te szkoły bezpośrednio z pewnymi naukami Buddy Siakjamuniego, a tym samymi jego osobą. Zamiast tego zen, od samego swojego początku, jako chiński chan, prezentował siebie, co jest widoczne w jego tekstach, jako właściwy buddyzm lub ściślej, jako centralną naukę buddyzmu, doktrynę „serca Buddy”.
Aby to uzasadnić zaczął m.in. tworzyć medium, dzięki któremu istota nauk buddyzmu została przetransmitowana właśnie do niego. Wcześni teoretycy (historycy) i praktycy (mistrzowie i uczniowie) posłużyli się w tym celu zarówno legendami, jak i faktami, które zostały nagięte dla udowodnienia założonej tezy. W wyniku tych działań udało się stworzyć linearny ciąg przekazu nauki od legendarnych siedmiu buddów przeszłości, poprzez Buddę Siakjamuniego, 28 patriarchów Indii, 6 oficjalnych patriarchów Chin i poprzez wszystkie generacje chińskich, koreańskich i japońskich mistrzów zen w rozlicznych liniach przekazu.
Taki linearny diagram ma wiele zalet. Oprócz uzasadnienia istnienia zenu jako centralnej nauki buddyzmu, wprowadza także najważniejsze postacie historii ruchu. Siedmiu legendarnych buddów przeszłości, jednak po koniecznych modyfikacjach, zostało odziedziczonych po wschodnioazjatyckim buddyzmie mahajany. Chan dołożył własną mitologię także do samego historycznego Buddy Siakjamuniego. Z punktu widzenia historii diagram ten jest produktem kultury indyjskiej i chińskiej. Jego początki sięgają opartego na linearnym schemacie przekazu w buddyzmie indyjskim okresu IV i V w. w medytacyjnej tradycji Kaszmiru. Potem dołączyła się do tego chińska rodowa tradycja genealogiczna. Model, który kształtował się przez kilkaset lat, można więc ostatecznie opisać jako „buddyjską teorię genealogiczną z charakterystycznymi chińskimi wpływami”.
Ten linearny diagram miał także podkreślić, a nawet zdefiniować chan jako „oddzielny przekaz poza naukami”, co uzasadniało zdaniem chanistów głęboką różnicę pomiędzy chanem a innymi tradycjami. Oznaczało to, że chan był lepszy niż inne tradycje buddyjskie, które były tylko interpretatorami buddyzmu. To polemiczne twierdzenie chanu miało na celu ustanowienie wyższości chanu nad wszystkimi innymi tradycjami buddyjskimi. Jedną z odpowiedzi innych tradycji wschodnioazjatyckiego buddyzmu było stworzenie własnych linii przekazu nauk.
W tym schemacie nie tyle ważne były „fakty” (zdarzenia z życia Siakjamuniego i patriarchów), ale postrzeganie tych postaci w terminach mitologii chan. Postacie owe były „konstruowane” w ciągu bardzo długotrwałego procesu mitopoetyckiego. Badacz chanu Hu Shi uważał, że 99% informacji z kręgów chan jest fałszywych. Wyciągnął on z tego błędny wniosek, że „jeśli jest to nieprawdą, można to pominąć”. W przeciwieństwie do niego, badacz McRae uważał, że „jeśli to nie jest prawdą, to dlatego jest bardzo ważne”.
Diagram ten służył uzasadnieniu przekazu. Co było więc przekazywane? Ponieważ teoria i praktyka chanu oparta była na teorii „pustości” (śūnyatā) jasne jest, że nic nie było przekazywane, co zresztą podkreślali niektórzy mistrzowie. To, co wydarzało się pomiędzy nauczycielem a uczniem, było po prostu potwierdzeniem, autoryzacją (chiń. yinke, czyli „pieczęć potwierdzenia”) osiągnięcia przez następcę pełnego oświecenia. Jest to pierwsza i najważniejsza zasada doktrynalna chanu. Jednak w tym diagramie najważniejsze nie są poszczególne nazwiska patriarchów, ale to, co ich łączy, czyli bezpośrednie zejście się poprzednika z następcą i rozpoznanie wspólnej duchowej dojrzałości na najwyższym poziomie. Doktryny braku własnego ja (anātman) i śunjaty nie mogły być pogwałcone przekazaniem „czegoś”.
Być może najważniejsza przyczyna powstania tego linearnego diagramu leżała właśnie w tym, że wszyscy buddowie i patriarchowie dzielili to samo doświadczenie – całkowite oświecenie. Schemat ilustrujący to, zrównywał chińskich mistrzów z buddami i patriarchami Indii.
Schemat ten wykazał także różnice pomiędzy indyjskim typem praktyki a chińskim – chanistycznym. W Indiach praktyka medytacyjna była indywidualnym wysiłkiem jogina zdążającego do stanu buddy poprzez wytrwałe usuwanie zaciemniających umysł skalań. W chanie chińskim najważniejszym aspektem duchowej praktyki stało się spotkanie nauczyciela z uczniem i biografie mistrzów pełne są właśnie takich konfrontacji, z pomijaniem mniej ważnych „faktów” biograficznych.
Diagram ten także dobitnie ilustruje rozkład mocy w chińskim chanie. Wszyscy patriarchowie są mężczyznami; kobiety zostały wyłączone ze schematu sukcesji, chociaż, jak wiadomo z biografii mistrzów, wielokrotnie odgrywały kluczową rolę w oświeceniu adepta.

### Konstruowanie diagramu transmisji (przykłady)
Najwcześniejsza lista tradycji medytacyjnej pojawia się w Chu sanzang ji ji (Zbiór uwag [dotyczących] przekładu Tripitaki) autorstwa Sengu (438–518). Powstała ona w 515 r. i wkrótce została poprawiona. Tekst ten zawiera właściwie 2 listy (być może są ta warianty jednej listy). Jest to lista mistrzów sarvastivady począwszy od Buddy Siakjamuniego, która kończy się nazwiskami kilku ważnych postaci buddyzmu kaszmirskiego. Lista zawiera 53 lub 54 nazwiska, każdemu przyporządkowany jest numer i tytuł, np. „Arhat Kumārajīva, numer dwanaście”
Oto fragmenty obu list
| LISTA 1     | LISTA 2     |
| Mahākāśyapa | ----------- |
| Ānanda      | Ānanda      |
| Madhyāntika | Madhyāntika |
| Śaṇavāsa    | Śaṇavāsa    |
| Upagupta    | Upagupta    |
| * * *       | * * *       |
| Prajñātāra? | Prajñātāra  |
| Puṇyatāra   | Buddhasena  |
| Buddhasena  | Dharmatrāta |
| Dharmatrāta | * * *       |

Pierwsze nazwiska (do przerwy) są identyczne z listą umieszczoną w Ayuwang zhuan (Legenda o cesarzu Asioce). Fragmenty tej listy znalazły się w kilku wczesnych tekstach kanonu chińskiego. Oba chińskie tłumaczenia Ayuwang zhuan zawierają dwie lekko różniące się listy.
Ostatnie nazwiska pochodzą z zestawu opisującego religijne dziedzictwo Buddhabhadry, znanego jako mistrz medytacji i tłumacz. Lista ta także podaje Buddhasenę i Dharmatrātę jako mistrza i ucznia, co przeczy prawdzie; byli współczesnymi sobie buddystami.
Kolejnym ważnym tekstem jest Buddhabhadry Damoduoluo chan jing (Sutra medytacji Dharmatraty) i wstępy do niej napisane przez Huiyuana i Huiguana. Zawartość tej sutry została wspomniana przez dwóch przedstawicieli Północnej Szkoły (Stopniowego Oświecenia) – Faru i Yuquana Shenxiu. Przyczyną tego była lista bardziej odpowiednia od tej z Ayuwang zhuan i to, że jest to sutra związana z medytacją (chan).
Pojawiają się w niej trzy listy: lista sutry, lista Huiyuana o lista Huiguana.
| SUTRA       | HUIYUAN                  | HUIGUAN                  |
| Mahākāśyapa | -----------              | -----------              |
| Ānanda      | Ānanda                   | Ānanda                   |
| Madhyāntika | Madhyāntika              | Madhyāntika              |
| Śaṇavāsa    | Śaṇavāsa                 | Śaṇavāsa                 |
| Upagupta    | Upagupta                 | -----------              |
| Vasumitra   | 5 szkół Winai            | Puṇyamitra               |
| Saṃgharakṣa | Dharmatrāta i Buddhasena | Puṇyalāta?               |
| Dharmatrāta | *                        | Dharmatrāta i Buddhasena |
| Puṇyamitra  | *                        | Buddhabhadra             |

Te listy różnią się nie tylko między sobą, ale są różne od wszystkich wcześniejszych zestawów transmisji. Jednak mimo tego elementy związane z Kaszmirem są identyczne z elementami, które posłużyły do rozwoju linii przekazu w Chinach.
Huiyuan napisał także instrukcyjną notę, której niektóre elementy wykazują zgodność z późniejszą teorią chanu dotyczącą „przekazu lampy”.
Innym wczesnym tekstem traktującym o patriarchalnej transmisji Dharmy jest Xu gaoseng zhuan – biografia Fachonga (587–665?). Praca ta podkreśla rolę Huike. Jednak czy jego spadkobiercą jest na pewno Sengcan, nie ma pewności, bowiem podane jest tylko samo Can. W ogóle postać Sengcana jako Trzeciego Patriarchy pojawia się w tekstach dopiero w VIII w. Pierwszym tekstem, który czyni z Sengcana Trzeciego Patriarchę i nauczyciela Daoxina jest Chuanfabao ji (Roczniki o przekazie Skarbu Dharmy) z 712 r. Natomiast biografia czwartego patriarchy Daoxina z Xu gaoseng zhuan w ogóle nie wspomina o Bodhidharmie, Huike i przekazie Sutry Lankavatary. Daoxin pytany tuż przed śmiercią o spadkobiercę odpowiada: W ciągu mojego życia przekazałem [Dharmę] wielu.
Z VII w. pochodzi bardzo ważny dokument dla rekonstrukcji chanistycznej ideologii patriarchalnej; jest nim Tang zhongyue shamen Shi Faru chanshi xingzhuang (Epitafium z [okresu dynastii] Tang śramany z Głównego Szczytu, mistrza chan Shi Faru). Autor wspomina o przekazie nauk od Buddy poprzez Anandę, Madhyāntikę, Śāṇavāsę, dalsze niezidentyfikowane generacje do Bodhidharmy, który przeniósł je do Chin. Następnie wymienieni są Chińczycy: Ke (Huike), Can (Sencan), Xin (Daoxin) i Ren (Hongren) i Faru – jako następca Hongrena.
Zapewne najbardziej wpływowym tekstem był Chuan fabao ji (Kroniki przekazu drogocennej Dharmy) napisany przez Dufeia w 713 r. Był to pierwszy tekst, w którym zaaranżowano biografie patriarchów w pokoleniowym następstwie, w tej samej kolejności jak w epitafium Faru. Jest Bodhidharma, Huike, Sengcan, Daoxin, Hongren, Faru i – jako ostatni – Shenxiu. Shenxiu jest ukazany jako młodszy uczeń Hongrena i dlatego odkłada swój przekaz na 10 lat.
W VIII w. powstał tekst Lengjie shizi ji (Kronika mistrzów i uczniów Lankawatary). Jego autorem jest mnich Jingjue (ok. 688–746). Hongren jest tu szóstym patriarchą „czystych nauk Wschodniej Góry” (chiń. Dongshan). Tak nazywano szkołę chan Daoxina. Jednak pierwszym patriarchą jest tu tłumacz Sutry Lankawatary Gunabhadra, a jego spadkobiercą – Bodhidharma. Jest to oczywiście podejrzane, że w dziele, w którego tytule jest „Lankawatara”, promuje się jej tłumacza. Podanych jest także 10 uczniów Hongrena, z których za najważniejszych uważani są Shenxiu, Lao’an (Hui’an) i Xuanze. Znajduje się na tej liście Huineng, ale przypisuje się mu tylko „lokalne znaczenie”.
Oto listy patriarchów z kilku wczesnych tekstów związanych z chanem:
| Epitafium Faru i Chuan Fabao ji | Stela Zhang Yue dla Yuquana Shenxiu | Jingjue Lengqie shizi ji | Epitafium Li Yonga dla Songshana Pujiego |
| Bodhidharma                     | Bodhidharma                         | Gunabhadra               | Bodhidharma                              |
| Dazu Huike                      | Dazu Huike                          | Bodhidharma              | Dazu Huike                               |
| Jianzhi Sengcan                 | Jianzhi Sengcan                     | Dazu Huike               | Jianzhi Sengcan                          |
| Dayi Daoxin                     | Dayi Daoxin                         | Jianzhi Sengcan          | Dayi Daoxin                              |
| Daman Hongren                   | Daman Hongren                       | Dayi Daoxin              | Daman Hongren                            |
| Luzhou Faru                     | Yuquan Shenxiu                      | Daman Hongren            | Yuquan Shenxiu                           |
| Yuquan Shenxiu                  | –                                   | Yuquan Shenxiu           | Songshan Puji                            |

Pełne listy patriarchów pojawiają się najpierw w takich dziełach jak Baolin zhuan (Przekaz z Lasu Skarbów) i Sutra ołtarzowa. Kolejnym wydawnictwem z pełną listą jest odkryty w latach 30. XX w. w Haein sa w Korei tekst Zutang ji (Antologia Gmachu Patriarchów) z 952 r.
Jeden z najważniejszych tekstów związanych z chanem, pochodzące z początku XI w. Jingde chuandeng lu (Zapiski z przekazu lampy [zestawione w okresie] Jingde), prezentują także już całkowicie ukształtowaną listę, taką jaką znamy dzisiaj.
Jednym z ciekawych tekstów, a mało znanych, jest Lidai fabao ji (Zapiski z drogocennej Dharmy przez pokolenia), który już pod koniec VIII wieku został całkowicie skrytykowany i uchodzi wśród hagiografów za sfabrykowaną autoreklamiarską fikcję. Tekst ten zajmuje się historią mało znanej, jednej z siedmiu wczesnych szkół chan, tradycji baotang z Jiannanu (Syczuanu). Tekst ten zajmuje się także genealogią. Szata Bodhidharmy, która była przekazywana przez kolejnych patriarchów aż do Huinenga, w tym tekście jest w posiadaniu cesarzowej Wu Zetian (pan. 684–705). Darowuje ona ją mistrzowi chan Wuzhu (714–774), założycielowi tej szkoły. Podkreślać to miało prawdziwość, rangę i autorytatywność tej linii przekazu.
Autorzy Lidai fabao ji wykazali się dużą kreatywnością w konstruowaniu „nieprzerwanego przekazu”. Ich lista zawiera 29 indyjskich patriarchów, przy czym dwukrotnie wprowadzili Śaṇavāsę i Upaguptę używając innych transliteracji. Ich lista wygląda następująco:
1. Mahākāśyapa
2. Ānanda
3. Madhyāntika
4. Śaṇavāsa
5. Upagupta
6. Dhṛtaka
7. Miccaka
8. Buddhanandi
9. Buddhamitra
10. Pārśva
11. Puṇyayaśas
12. Aśvaghoṣa
13. Kapimala
14. Nāgārjuna
15. Kāṇadeva
16. Rāhula
17. Saṅghānandi
18. Saṅghāyaśas
19. Kumārata
20. Jayata
21. Vasubhandu
22. Manora
23. Haklena[yaśa]
24. Simha
25. Śaṇavāsa
26. Upagupta
27. Śubhamitra
28. Saṇgharakṣa
29. Bodhidharmatrāta

Autorzy Lidai fabao ji postanowili zachować zarówno Bodhidharmę, który pojawił się w zestawie Shenhui zastępując Dharmatrātę, jak i Dharmatrātę, więc utworzyli z niego jedną postać – Bodhidharmatrātę.

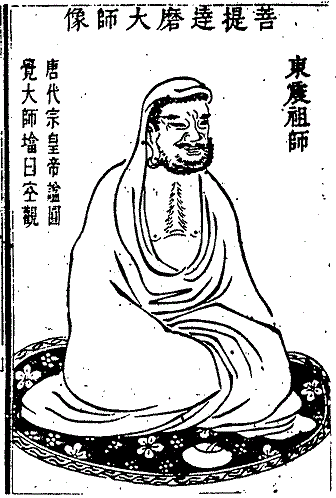
Bodhidharma

### Konstruowanie postaci Bodhidharmy[7]
Przykład początków tworzenia postaci Bodhidharmy zgodnej z celami chanu.
Najstarszym tekstem, w którym pojawia się Bodhidharma, jest tekst Luoyang galan ji (Zapiski klasztorów Luoyangu), powstały nieco po 547 r. Bodhidharma jest tu śramanem z zachodu, być może z Azji Środkowej. Jest podróżnikiem, który pojawia się w Luoyangu właściwie tylko po to, by świadczyć o jego wspaniałej architekturze. Tekst wspomina, że liczył sobie 150 lat. Ta postać Bodhidharmy nie ma nic wspólnego z postacią z legend chanu. Być może nawet zbieżność ich nazwisk była przypadkowa.
Dwie postacie Bodhidharmy (z powyższego tekstu i legend chanu) zlały się w jedną w tekście Xu gaoseng zhuan (Dalsze biografie wybitnych mnichów) Daoxuana zm. w 667 r. Założyciel szkoły chan liczy sobie 150 lat. Hushi wykazał, że jeśli potraktuje się tekst Luoyang galan ji dosłownie, to Bodhidharma przybył do Luoyangu pomiędzy 516 a 526 r. Bodhidharma jest tu postacią z linii braminów w Indiach południowych. Jest wysoko rozwinięty zarówno intelektualnie, jak i duchowo. Interesuje się mahajaną i jest zaawansowanym w medytacji. Przybył ratować upadający buddyzm w Chinach. Nauczał medytacji (chiń. chanjiao). Często spotykał się z atakami ludzi wykształconych na sutrach, gdy wykładał ideę samādhi (chiń. ding). Miał dwu wytrwałych uczniów Daoyu i Huike, którzy praktykowali pod jego kierunkiem 4 czy 5 lat. Nauczał ich Prawdziwej Dharmy (chiń. zhenfa), praktyki (chiń. xing), „kontemplacji ściany” (chiń. biguan). Wspomina się o jego „czterech naukach”. Miejsce jego śmierci jest nieznane. Być może pisząc tę biografię Daoxin korzystał ze wstępu Tanlina (ucznia Bodhidharmy działającego w latach 625–543) do Erru sixing lun (Traktat o Dwu Wejściach i Czterech Praktykach), przypisywanego Bodhidharmie.
Bodhidharma z tego tekstu jest już dużo głębszą postacią od stereotypu z Luoyang galan ji, jednak jest jeszcze daleki od legendarnej postaci z późnych tekstów chanu. Wspomina się o oddaniu i ofiarności Huike, ale nie ma mowy o obcięciu przez niego swojej ręki i ofiarowaniu jej Bodhidharmie. Zaznaczona jest różnica pomiędzy jego naukami a naukami nauczycieli sutr. Mowa jest o „uspokojeniu umysłu”, „kontemplacji ściany”, „zręcznych środkach”. Wszystko to znajduje się w tekście Erru sixing lun.
- Rekapitulacja (według trzech powyższych tekstów)

1. Bodhidharma przybył do Chin południowych drogą morską w 479 r. lub nieco wcześniej.
2. Jeśli nauczyciela (nazywanego w Xu gaoseng zhuan Mistrzem Dhjany Dharmą) niejakiego Sengfu (Sengfu jako uczeń Bodhidharmy pojawia się w Xu gaoseng zhuan dużo wcześniej niż Huike[8]) zidentyfikujemy jako Bodhidharmę, to Bodhidharma przeniósł się na północ najwcześniej w 480, a najpóźniej w 495 r.
3. Według Louyang galan ji Bodhidharma wciąż przebywał w północnych Chinach w latach 516–526. Być może jego podróże zostały ograniczone tylko do Chin północnych.
4. Informacje z Xu gaoseng zhuan wskazują, że śmierć Bodhidharmy nastąpiła około roku 530, a na pewno po 524 i przed 534 r.

Te teksty z trudnością ustalają historyczność Bodhidharmy, ale np. japońscy, niezwykle krytyczni badacze, nie odrzucają jego historyczności. Ruth Fuller-Sasaki komentuje to tak: Dziś wiemy już całkiem jasno, że chiński chan nie wyłonił się z jednego indyjskiego nauczyciela i że wiele jego korzeni leży głęboko w oryginalnej chińskiej myśli.

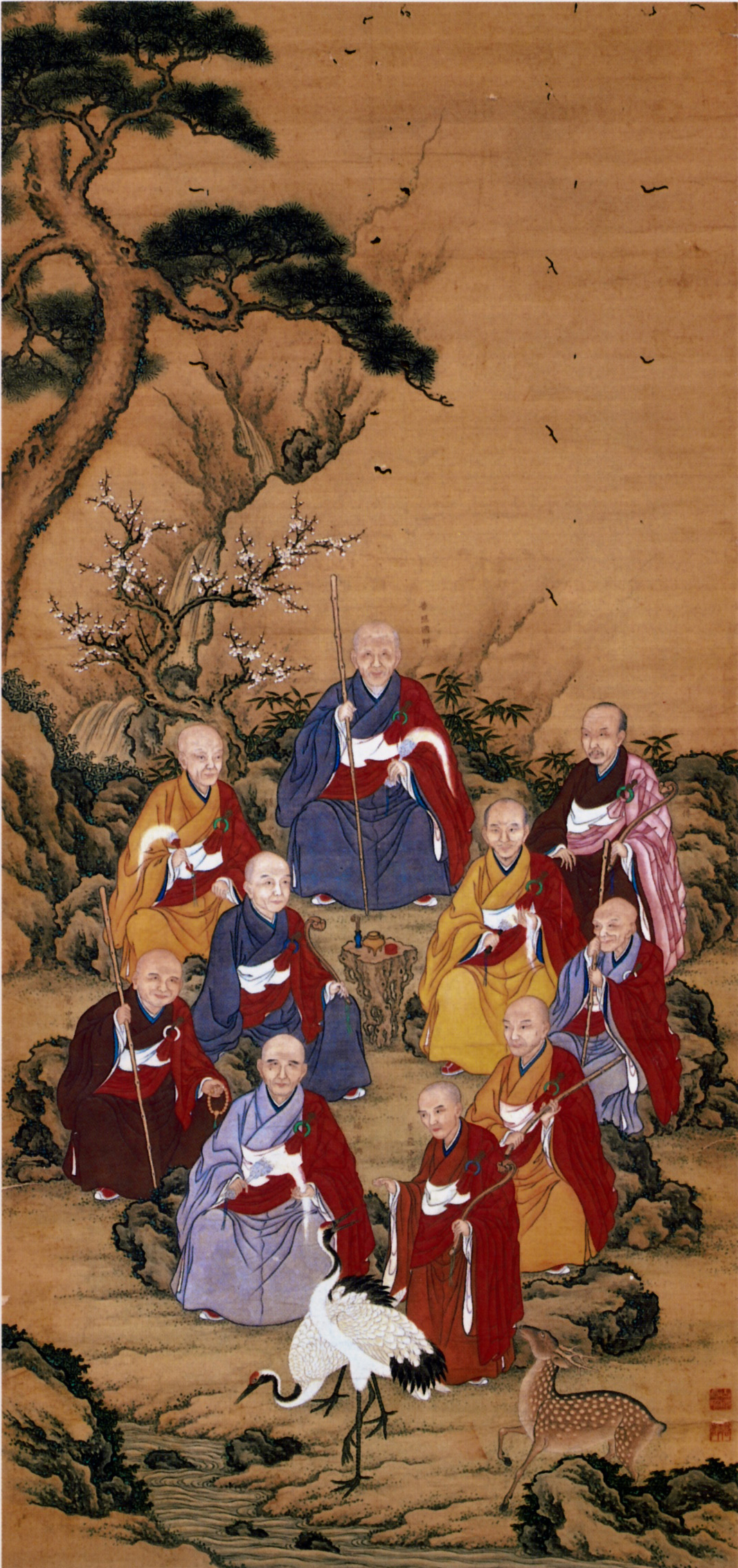
Patriarchowie zen. Obraz na zwoju Yamamoto Jakurina w Kōfuku-ji

## Linia przekazu Dharmy
Patriarchat, który można nazwać oficjalnym, istniał do śmierci Szóstego Patriarchy chanu Huinenga. Postanowił on nie przekazywać dalej szaty Buddy i misek, co było do tej pory uważane za symboliczne przekazanie patriarchatu. Szata i miski zostały zamurowane w bramie klasztoru Huinenga.
Od tej pory przekaz Dharmy w szkole chan „zdemokratyzował się”. Chociaż nie ma już oficjalnego patriarchatu, to za patriarchę uważa się zwyczajowo każdego mistrza chan, sŏn, zen i thiền w swojej głównej linii przekazu. Czyli teoretycznie równocześnie istnieje tylu patriarchów, ile istnieje linii przekazu nauk. Jednak prawdziwym znaczeniem zlikwidowania przez Huinenga przekazu misek i szat, było podkreślenie ostatecznej sinizacji buddyzmu. Od tej pory chan nie oglądał się już na Indie. Sam tworzył bodhisattwów, mistrzów chan i zasady, którymi się kierował.
Poniżej znajdują się patriarchalne linie przekazu Dharmy w tradycji medytacyjnej w Indiach (czyli są to oficjalni patriarchowie), w Chinach (pierwsza szóstka, to oficjalni patriarchowie; następni mistrzowie reprezentują linię przekazu Dharmy, która przeniosła się do Korei – jest to tradycja linji) i w Korei (jedna z linii przekazu szkoły chogye, która przeniosła się m.in. do USA i Polski).

### Indie
Siakjamuni Gautama (Budda)
1. Mahakaśjapa (Mahākāśyapa) – [chiń. Mohejiashe 摩訶迦葉; kor. Mahagasŏp 마하가섭; jap. Makakashō; wiet. Ma-ha-ca-diếp]
2. Ananda (Ānanda) – [Enantuo 阿難陀; kor. Ananda 아난다; jap. Ananda; wiet. A-nan-đà]
3. Sanakawasa (Sānakavāsa, Śānavāsin) – [Shangnahexiu 商那和修; kor. Sanahwasa 상나화수; jap. Shonawashu; wiet. Thương-na-hòa-tu]
4. Upagupta – [Youpomuduo 優婆毛多; kor. Ubagupta 우바국다; jap. Ubakikuta; wiet. Ưu-bà-cúc-đa]
5. Dhritaka (Dhṛtaka, Dhītika) – [Diduojia 提多迦; kor. Chedaga 제다가; jap. Daitaka; wiet. Đề-đa-ca]
6. Miczcaka (Micchaka, Miśaka) – [Mizhejia 彌遮迦; kor. Mich’aga 미차가; jap. Mishaka; wiet. Di-già-ca]
7. Wasumitra (Vasumitra) – [Poxumiduo 婆須蜜多; kor. Pasumilta 바수밀다; jap. Bashumitsu; Bà-tu-mật-đa, Thế Hữu]
8. Buddhanandi – [Fotuonandi 佛陀難提; kor. Pŭlt’ananje 불타난제; jap. Buddanandai; Phù-đà-nan-đề, Phật-đà-nan-đề 佛陀難提]
9. Buddhamitra – [Fotuomiduo 伏駝蜜多; kor. Pukt’aemilda 복태밀다; jap. Buddamitta; wiet. Phù-đà-mật-đa, Phật-đà-mật-đa 佛陀密多]
10. Parśwa (Pārśva) – [Xiezunzhe 脇尊者; kor. Hyŏpjonje 협존자; jap. Barishiba; wiet. Bà-lật-thấp-bà, Hiếp tôn giả 脅尊者]
11. Punjajaśas (Puṇyayasas, Puṇayaśa) – [Funayeshe 富那夜奢 także Funayeshe 富那耶舍; kor. Punayasa 부나야사; jap. Funayasha; wiet. Phú-na-dạ-xa]
12. Aśwaghosza (Ānabodhi, Aśvaghoṣa) – [Maming 馬鳴, Ānàpútí 阿那菩提; kor. Mamyŏng 마명; jap. Anabotei; wiet. Mã Minh, A-na-bồ-đề]
13. Kapimala – [Jiapimaluo 迦毘摩羅; kor. Kabimara 가비마라; jap. Kabimara; wiet. Ca-tì-ma-la]
14. Nagardżuna (Nāgārjuna) – [Longshu 龍樹; kor. Yongsu 용수; jap. Ryusho; wiet. Long Thụ, Na-già-hạt-thụ-na 那伽閼樹那]
15. Arjadewa, Kanadewa (Kāṇadeva, Āryadeva) – [Jianadipo 迦那提婆; kor. Kanajeba 가나제바; jap. Kanadaiba; wiet. Ca-na-đề-bà, Đề-bà, Thánh Thiên]
16. Rahulata (Rāhulata, Rāhula, Rāhulabhadra) – [Luohouluoduo 羅睺羅多; kor. Rahurada 라후라다; jap. Ragorata; wiet. La-hầu-la-đa]
17. Sanghānandi (Saṃghanandi) – [Sengqienanti 僧伽難提; kor. Sŭngsananje 승가난제; jap. Sōgyanandai; wietn. Tăng-già-nan-đề]
18. Sanghajaśas (Saṃghayaśas, Gayaśata, Saṃghayathata) – [Qieyesheduo 伽耶舍多, Sengqiesheduo 僧伽舍多; kor. Kayasada 가야사다; jap. Sogyayasha; wiet. Tăng-già-đa-xá]
19. Kumarata (także Kumāralāta, Kumarālābdha) – [Jiumoluoduo 鳩摩邏多; kor. Kumarada 구마라다; jap. Kumarada; wiet. Cưu-ma-la-đa]
20. Śajata, Dżajata (Jayata, Śayata) – [Sheyeduo 闍夜多; jap. Jayana; kor. Sayada 사야다; wiet. Xà-dạ-đa]
21. Wasubandhu (Vasubandhu) – [Posoubantou 婆藪槃頭, Shìqīn 世親; jap. Bashyubanzu; kor. Pasubandu 바수반두; wiet. Thế Thân, Thiên Thân 天親, Bà-tu-bàn-đầu 婆修盤頭]
22. Manorhita – [Monaluo 摩拏羅; jap. Manura; kor. Manara 마나라; wiet. Ma-noa-la]
23. Haklenajaśas (Haklenayaśas, także Haklena) – [Helena 鶴勒那, Hèlèyènàyèzhě 鶴勒夜那夜者; jap. Kakurokuyasha; kor. Haklŭkna 학륵나; wiet. Cưu-lặc-na lub Hạc-lặc-na]
24. Arjasinha (Aryasiṃha, Siṃhabodhi) – [Shizu i師子, Shīzǐpútí 師子菩提; jap. Shishibodai; kor. Saja 사자; wiet. Sư Tử Bồ-đề, Sư-Tử-Trí]
25. Baśasita (także Vaśasita) – [Poshesiduo 婆舍斯多; jap. Bashashita; kor. Pasasada 바사사다; wiet. Bà-xá-tư-đa]
26. Punjamitra (Puṇyamitra) – [Forumiduo 佛如蜜多, Bùrúmìduō 不如密多; jap. Funamitta; kor. Punyŏmilta 불여밀다; wiet. Bất-như-mật-đa]
27. Pradżniatara (Prajñātāra, Prajñādhāra)] – [Banruoduoluo 般若多羅; jap. Hannyatara; kor. Panyadara 반야다라; wiet. Bát-nhã-đa-la]
28. Bodhidharma – [Putidamo 菩提達磨; kor. Poridalma 보리달마; jap. Bodai-daruma; wiet. Bồ-đề-đạt-ma]

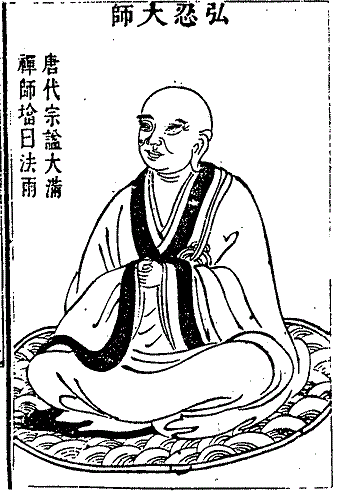
Daman Hongren

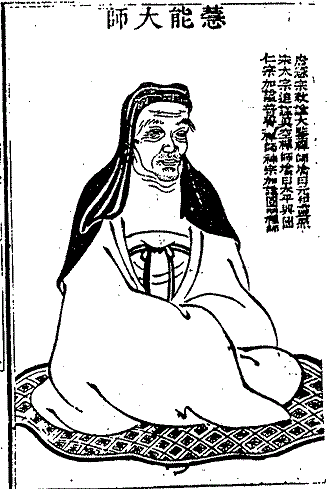
Szósty Patriarcha Huineng

### Linia przekazu w Chinach
1. 28 1 Patriarcha Bodhidharma – (菩提達磨) 보리달마
2. 29 2 Patriarcha Dazu Huike (487–593) – (二祖慧可) (kor. Hyega 이조 혜가)
3. 30 3 Patriarcha Jianzhi Sengcan (530?–606) – (三祖僧璨) (kor. Sŭngch’an 삼조 승찬)
4. 31 4 Patriarcha Dayi Daoxin (580–651) – (四祖道信) (kor. Tosin 사조 도신)
5. 32 5 Patriarcha Hongren (601/602–674/675) – (五祖弘忍) (kor. Hongin 오조 홍인)
6. 33 6 Patriarcha Huineng (638–713) – (六祖慧能) (kor. Hyenŭng 육조 혜능)
7. 34 Nanyue Huairang (677–744) – (南嶽懷讓) (kor. Namak Hweyang 남악 회양)
8. 35 Mazu Daoyi (709–788) – (馬祖道一) (kor. Majo Toil 마조 도일)
9. 36 Baizhang Huaihai (720–814) – (百丈懷海) (kor. Paekchang Hwehae 백장 회해)
10. 37 Huangbo Xiyun (zm. 850) – (黃蘗希運) (kor. Hwangbyŏk Hŭiun 황벽 희운)
11. 38 Linji Yixuan (zm. 867) – (臨濟義玄) (kor. Imje Ŭihyŏn 임제 의현)
12. 39 Xinghua Cunjiang (830–888) – (興化存奬) (kor. Hŭnghwa Chonjang 흥화 존장)
13. 40 Nanyuan Huiyong (Daoyong) (860–930) – (南院道癰) (kor. Namwŏn Toong 남원 도옹)
14. 41 Fengxue Yanzhao (896–973) – (風穴延沼) (kor. P'ŭnghyŏl Yŏnso 풍혈 연소)
15. 42 Shoushan Shengnian (925–992) – (首山省念) (kor. Susan Sŏngnyŏm 수산 성념)
16. 43 Fenyang Shanzhao (947–1024) – (紛陽善昭) (kor. Punyang Sŏnso 분양 선소)
17. 44 Ciming Chuyuan (*Shishuang) (986–1039) – (慈明楚圓) (kor. Chamyŏng Ch’owŏn 자명 초원)
18. 45 Yangqi Fanghui (992–1049) – (楊岐方會) (kor. Yankki Panghwe 양기 방회)
19. 46 Baiyun Shouduan (1025–1072) – (白雲守端) (kor. Paegun Sudan 백운 수단)
20. 47 Wuzu Fayan (1024–1104) – (五祖法演) (kor. Ojo Pŏbyŏn 오조 법연)
21. 48 Yuanwu Keqin (1063–1135) – (圓悟克勤) (kor. Hweo Kŭkkŭn 원오 극근)
22. 49 Huqiu Shaolong (1077–1136) – (虎丘紹隆) (kor. Hogu Soryung 호구 소융)
23. 50 Ying’an Tanhua (1103–1163) – (應庵曇華) (kor. Ŭngam Tamhwa 응암 담화)
24. 51 Mi’an Xianjie (1138–1186) – (密庵咸傑) (kor. Miram Hamkŏl 밀암 함걸)
25. 52 Po’an Zuxian (1136–1211) – (破庵祖先) (kor. P’aam Chosŏn 파암 조선)
26. 53 Wuzhun Yuanzhao (Shifan) (1177–1249) – (無準圓照) (kor. Mujun Wenjo 무준 원조)
27. 54 Xueyan Huilang – (雪巖惠朗) (kor. Sŏnam Hyerang 설암 혜랑)
28. 55 Ji’an Zongxin – (及庵宗信) (kor. Kŭbam Chongsil 급암 종신)
29. 56 Shiwu Qinggong – (石屋淸珙) (bd)(kor. Sŏgok Ch'ŏnggong 석옥 청공)

### Linia przekazu w Korei
1. 57/30/1. T’aego Pou (1301–1382) – 태고 보우 (太古普愚)
2. 58/31/2. Hwanam Honsu (1320–1392) – 환암 혼수 (幻庵混修)
3. 59/32/3. Kugok Kagun – 구곡 각운 (龜谷覺雲)
4. 60/33/4. Pyŏkkye Chŏngsim (zm. ok. 1492) – 벽계 정심 (碧溪淨心)
5. 61/34/5. Pyŏksong Chiŏm (1464–1534) – 벽송 지엄 (碧松智嚴)
6. 62/35/6. Puyong Yŏnggwan (1485–1567) – 부용 영관 (芙蓉靈觀)
7. 63/36/7. Ch'ŏnghŏ Hyujŏng (Sosan Taesa) (1520–1604) – 청허 휴정 (淸虛休靜)
8. 64/37/8. P'yŏnyang Ŏngi (1581–1644) – 편양 언기 (鞭羊彦機)
9. 65/38/9. P'ongdam Ŭisim – 풍담 의심 (楓潭義諶)
10. 66/39/10. Wŏldam Sŏlje – 월담 설제 (月潭雪霽)
11. 67/40/11. Hwansŏng Chian – 환성 지안 (喚惺志安)
12. 68/41/12. Hoam Ch'ejŏng – 호암 체정 (虎巖體淨)
13. 69/42/13. Ch'ŏngbong Kŏan – 청봉 거안 (靑峰巨岸)
14. 70/43/14. Yulbong Ch'ŏnggo – 율봉 청고 (栗峰靑古)
15. 71/44/15. Kŭmhŏ Pŏpch'ŏm – 금허 법첨 (錦虛法沾)
16. 72/45/16. Yongam Hyeŏng – 용암 혜언 (龍岩慧彦)
17. 73/46/17. Yŏnwŏl Pongyul – 영월 봉율 (永月奉律)
18. 74/47/18. Manhwa Posŏn – 만화 보선 (萬化普善)
19. 75/48/19. Kyŏnghŏ Sŏngu (1849–1912) – 경허 성우 (鏡虛惺牛)
20. 76/49/20. Mangong Wŏlmyŏn (1871–1946) – 만공 월면
21. 77/50/21. Kobong Kyŏnguk (1890–1961) – 고봉 경욱
22. 78/51/22. Sŭngsan Haengwŏn (Seung Sahn) (1927–2004) – 숭산 행원